# Molophilus (Molophilus) belone
Molophilus (Molophilus) belone is een tweevleugelige uit de familie steltmuggen (Limoniidae). De soort komt voor in het Australaziatisch gebied.